# Let the Balloon Go
Let the Balloon Go è un film del 1976 diretto da Oliver Howes e tratto dall'omonimo romanzo di Ivan Southall.

## Trama
Nuovo Galles del Sud, 1917. Mentre il fratello combatte nella prima guerra mondiale, un ragazzino australiano indipendente affetto da poliomielite lotta per liberarsi della madre iperprotettiva.

## Produzione
Il film è stato girato vicino alla città di Carcoar.